# Amen (skladba, Ana Soklič)
»Amen« je evrovizijska skladba in single Ane Soklič iz leta 2021. Skladbo so napisali Ana Soklič (glasba, besedilo), Žiga Pirnat (glasba, besedilo), Bojan Simončič (glasba) in Charlie Mason (besedilo).

## EMA 2021
27. februarja 2021 jo je premierno predstavila na posebni 27. izvedbi EME. EMA ni imela tekmovalnega naboja, saj je zaradi odpadle prireditve leta 2020 imela pravico nastopa že vnaprej določeno.

## Evrovizija 2021
18. maja 2021 je Sokličeva zastopala našo državo v prvem predizboru Pesmi Evrovizije 2021 v Rotterdamu.
S 44 točkami je zasedla 13. mesto, a se ni uvrstila v veliki finale, kamor gre le prvih deset.

## Izbor skladbe
Ana Soklič je s skladbo »Voda« zmagala na Emi 2020, a z njo ni nastopila na evrovizijskem odru, saj je bila Pesem Evrovizije 2020 zaradi epidemije covida-19 odpovedana. Sokličeva je bila zato izbrana kot slovenska predstavnica za prihodnje leto (kar je bilo potrjeno 15. maja 2020). Skladba »Amen« je bila izbrana interno izmed 191 prijav, ki so prispele na javno vabilo (ena žirija je naprej izbor zožila na tri pesmi, izmed katerih je bil na koncu izbran »Amen«). Pri produkciji je sodelovalo več kot 60 ljudi.

## Snemanje
Snemanje številne ameriške vokalne zborovske spremljave je potekalo v EastWest Studios, Hollywood pod vodstvom zborovodje in pevovodje Doriana Holleya (en). Sokličeva pa je snemala pri nas.
Skladba je bila izdana na extended play albumu Born to the Fight pri založbi ZKP RTV Slovenija in na uradni album kompilaciji prireditve Eurovision Song Contest Rotterdam 2021 - Open Up pri založbi Universal Music Group na zgoščenki.

## Zasedba

### Produkcija
- Ana Soklič – glasba, besedilo
- Bojan Simončič – glasba
- Charlie Mason – tekst
- Žiga Pirnat – glasba, tekst, aranžma, producent
- Dorian Holley (en) – zborovodja
- Tony Maserati (en) – tonski snemalec

### Studijska izvedba
- Ana Soklič – solo vokal
- Žiga Pirnat – dirigent
- Simfonični orkester RTV Slovenija – glasbena spremljava
- ameriški črnski zbor – spremljevalni vokali

## Maxi single / extended play
Born to the Fight, digitalno pretakanje, ZKP RTV Slovenija
- 1. »Amen« (extended verzija) – 3:28
- 2. »Amen« (RnB Radio Remix) – 3:25
- 3. »Amen« (Summer Vibes Remix) – 4:28
- 4. »Amen« (ft. Perpetuum Jazzile, a cappella) – 3:09
- 5. »Amen« (original verzija) – 3:04
- 6. »Amen« (karaoke verzija) – 3:04
- 7. »Voda« (simfonična verzija) – 3:03

## Videospot
29. aprila 2021 je izšel uradni videospot, v a capella verziji, ki ga je posnela skupaj z Perpetuum Jazzile. To je njen prvi single z extended play albuma Born to the Fight.